# Liste der Gottesdienstkantaten Telemanns/R
Dies ist eine Teilliste der Kantaten Georg Philipp Telemanns für den gottesdienstlichen Gebrauch mit dem Anfangsbuchstaben „R“ (TVWV 1:1225 – 1:1230). Sie ist in die Liste der Gottesdienstkantaten Telemanns eingebunden und sollte auch dort gelesen werden, um den Gesamtüberblick und die Funktion der Sortierbarkeit nach verschiedenen Kriterien über die Gesamtliste nutzen zu können.
| TVWV    | Titel                                         | Jahrgang                       | Textdichter             | erste Aufführung | Sonntag/Festtag im Kirchenjahr/Anlass | Besetzung                              | Anmerkung                        | Noten                                       | RISM                                                                                           |
| ------- | --------------------------------------------- | ------------------------------ | ----------------------- | ---------------- | ------------------------------------- | -------------------------------------- | -------------------------------- | ------------------------------------------- | ---------------------------------------------------------------------------------------------- |
| 1:1225  | Redet untereinander mit Psalmen und Lobgesang | Geistliches Singen und Spielen | Erdmann Neumeister      | 1710/11          | Neujahr                               | SATB, 2 Ob, 3 Cl, Ti, 2 Vl, Va, Vc, Bc |                                  | Ms. Ff. Mus. 1308 D-Dl Mus.2392-E-507 IMSLP | RISM ID: 450004593 RISM ID: 210000105 RISM ID: 454600664 RISM ID: 702001277 RISM ID: 250005341 |
| 1:1226  | Redet untereinander mit Psalmen und Lobgesang | Jahrgang ohne Recitativ        | Benjamin Neukirch       | 1724/25          | Mariä Heimsuchung                     | SATB, 2 Vl, Va, Vc, Bc                 |                                  | Ms. Ff. Mus. 1309                           | RISM ID: 450004594                                                                             |
| 1:1227  | Reichtum und alle Schätze                     |                                |                         |                  | Sonstige Kantaten                     | SATB, 2 Vl, Va, Vc, Bc                 |                                  | Sorau B.217                                 |                                                                                                |
| 1:1228  | Reiner Geist, lass doch mein Herze            |                                | Georg Christian Lehms   |                  | Pfingstsonntag                        | Bass solo, Fl, Vl unisono, Vc, Bc      |                                  | Ms. Ff. Mus. 1310                           | RISM ID: 450004595                                                                             |
| 1:1229  | Reiss los, reiss von dem Leibe los            | Geistliche Arien               | Johann Friedrich Helbig | 1727             | 6. Sonntag nach Epiphanias            | Stimme solo, Vl, Va, Bc                | vollständige Kantate verschollen |                                             |                                                                                                |
| 1:1229a | Rufst du, süße Hirtenstimme                   | Geistliche Arien               | Johann Friedrich Helbig | 1727             | 2. Sonntag nach Ostern                | Stimme solo, Vl, Va, Bc                | vollständige Kantate siehe 1:391 |                                             |                                                                                                |
| 1:1230  | Ruft es aus in alle Welt                      |                                |                         |                  | 1. Weihnachtstag                      | SATB, 3 Cl, Ti, 2 Vl, Va, Bc           |                                  | Bln.Singak.ZC. 694.e                        |                                                                                                |